# Atletismo nos Jogos Mundiais Militares de 2011 - Salto em distância feminino
A competição do salto em distância feminino nos Jogos Mundiais Militares de 2011 aconteceu no dia 23 de julho no Estádio Olímpico João Havelange.

## Medalhistas[1]
| Ouro   | BRA Keila Costa         |
| Prata  | BRA Vanessa Seles       |
| Bronze | UKR Ruslana Tsykhost'ka |

## Final[1]
| Pos.              | Atleta                           | País           | Tempo | Notas |
| ----------------- | -------------------------------- | -------------- | ----- | ----- |
| Medalha de ouro   | Keila Costa                      | Brasil         | 6.41  | SB    |
| Medalha de prata  | Vanessa Seles                    | Brasil         | 6.28  | SB    |
| Medalha de bronze | Ruslana Tsykhost'ka              | Ucrânia        | 6.23  |       |
| 4                 | Viktoriia Molchanova             | Ucrânia        | 6.19  |       |
| 5                 | Anika Leipold                    | Alemanha       | 6.13  |       |
| 6                 | Chnaik Jamaa                     | Marrocos       | 6.09  | SB    |
| 7                 | Munich Tovar                     | Venezuela      | 6.01  |       |
| 8                 | Chamali Priyadarshani            | Sri Lanka      | 5.86  |       |
| 9                 | Mbumi Nkouindjin Joelle Sandrine | Camarões       | 5.86  |       |
| 10                | Valerie Jintoena                 | Suriname       | 5.36  |       |
| 11                | Kasandra Clark                   | Estados Unidos | 4.90  |       |